# Endymion (Band)
Endymion war eine von 1997 bis 1999 aktive Funeral-Doom-Band.

## Geschichte
Der in Austin, Texas lebende und für seine Aktivität als Betreiber des Webzines Erebus Magazine bekannte Musiker Umesh Sharad Amtey pflegte Endymion als eines diverser Solo-Musikprojekt. Nachdem er 1998 zwei Demos und 1999 ein MC-Album veröffentlichte blieben weitere Veröffentlichungen des Projektes aus. Die Musikkassette wurde als Unikum der Kreation einer nihilistischen, eiskalten und gefühllosen Atmosphäre, sowie als direktes Vermächtnis der extremen Ursprünge des Genres gelobt. Die Musik erscheine vorerst als unzugänglich wachse „dem Hörer jedoch ans Herz“ und könne „für ein bestimmtes - begrenztes - Publikum sogar süchtig“ machend wirken.

## Stil
Die von Endymion gespielte Musik wird als dissonanter Funeral Doom mit „weinerlichen Gitarren und tiefen Grunts“ beschrieben. Stefano Cavanna setzt die Band in seiner Genre-Enzyklopädie in die Tradition Il suono del Dolore. Trent’anni di Funeral Doom der frühen Esoteric, Evoken und Disembowelment.

„The band’s sound can’t be easily defined. The music is slow, bleak and extremely nihilistic. Monotonous, dissonant riffs are endlessly repeated, creating a suffocating atmosphere of apathy and emptiness. A deep, monotonous grunt adds its own unpleasant colour, making sure that the desolate atmosphere keeps the listener firmly at its grip.“

„Der Klang der Band lässt sich nicht einfach definieren. Die Musik ist langsam, düster und extrem nihilistisch. Monotone, dissonante Riffs werden endlos wiederholt und schaffen eine erstickende Atmosphäre der Apathie und Leere. Ein tiefes, monotones Grunzen fügt seine eigene unangenehme Farbe hinzu und sorgt dafür, dass die trostlose Atmosphäre den Hörer fest im Griff hat.“

## Diskografie
- 1998: Somnus Perpetua (Demo, Selbstverlag)
- 1998: The Aegis of Apollo (Demo, Selbstverlag)
- 1999: Apocrypha (MC-Album, Aphelion Productions)